# Pavel Knolle
Pavel Knolle (* 8. ledna 1967 Nový Bor) je český tanečník, kostýmní výtvarník, scenárista, choreograf, režisér.

## Životopis
Základní školu absolvoval v rodném Novém Boru. Vystudoval Taneční konzervatoř hl. m. Prahy (absolvoval v roce 1985). Po jejím ukončení nastoupil do angažmá jako tanečník v Laterně magice, tehdy samostatně fungující pod vedením jejího spoluzakladatele a v letech 1973–1992 uměleckého šéfa prof. Josefa Svobody. V letech 1987–1989 absolvoval vojenskou prezenční službu v Armádním uměleckém souboru, Následně se vrátil do Laterny magiky a vystupoval zde jako sólista ve většině představení. Také se zúčastnil se souborem řady zahraničních turné (mj. Vídeň, Montreal, Řím, Mnichov, Berlín, Tel Aviv, Madrid). Jako host spolupracoval s baletem Národního divadla, divadla F. X. Šaldy v Liberci, souborem Unia Nova a Dekkadancers.
Postupně začal pracovat i jako asistent choreografie, tvůrce kostýmních návrhů, scenárista a režisér. Od roku 2010 do prosince 2020 byl vedoucím uměleckého souboru Laterny magiky, začleněné do rámce Národního divadla.
Kostýmy a scény pro taneční a baletní inscenace realizoval také pro další česká divadla, např. Národní divadlo, Národní divadlo Brno, Divadlo F. X. Šaldy, Národní divadlo moravskoslezské, Severočeské divadlo opery a baletu Ústí nad Labem, Jihočeské divadlo, Pražský komorní balet, Divadlo J. K. Tyla, Theatre Vanemuine v Tartu, Moravské divadlo Olomouc. Spolupracuje také jako výtvarník se souborem Dekkadancers s choreografy a tanečníky Ondřejem Vinklátem, Štěpánem Pecharem a Markem Svobodníkem.
S choreografem Davidem Slobašpyckým založil na začátku 90. let 20. století zájezdový soubor Pražský festivalový balet. Se souborem se zúčastnil několika zahraničních turné (mj. USA, Portugalsko, Čína, Turecko).

## Divadelní tvorba

### Taneční role, výběr
- 1985 Karel Čapek: Věc Makropulos (činohra), Taneční pár, Nová scéna, režie Václav Hudeček
- 1986 Míla Mellanová: Žvanivý slimejš (opera), Dědeček, Nová scéna, režie Břetislav Pojar
- 1987 Ondrej Šoth, Michael Kocáb: Odysseus, Plavec, Laterna magika, režie Evald Schorm
- 1989 Josef Svoboda, Evald Schorm, Jiří Srnec: Kouzelný cirkus, Smutný klaun, Laterna magika
- 1989 Friedrich Dürrenmatt, Jiří Honzík: Minotaurus, Chlapec, Theseus, Laterna magika
- 1992 Libor Vaculík, Ladislav Helge: Hra o kouzelné flétně, Tamino, Laterna magika
- 1995 Juraj Jakubisko: Casanova, Casanova, Generál, Laterna magika, režie Juraj Jakubisko
- 1996 Josef Svoboda: Hádanky, Romeo, Sochařství, Tanec, choreografie Jean – Piere Aviotte
- 1996 V. Dyk, G. Mahler: Krysař, Kristian (j. h.), Divadlo F. X. Šaldy Liberec
- 1996 Prokofjev: Romeo a Julie, Merkucio (j. h.), Divadlo F. X. Šaldy Liberec
- 1999 Moritz Eggert, Igor Holováč: Past, Chlapec, Laterna magika, režie Josef Svoboda
- 2002 Ondřej Anděra, Petr Kout: Graffiti, Les bras de mer, On the Step 2, Abstinth, choreografie: P. Zuska, V. Kuneš, J. Bubeníček, Nová scéna, režie Ondřej Anděra, Petr Kout
- 2004 Dimitris Maragopulos: Argonauti, Polydeukes, režie Petr Čepický, choreografie Jan Kodet
- 2005 Didier Melaye: Rendez Vous, Toreador, choreografie a režie: Jean – Piere Aviotte
- 2006 W. A. Mozart, Richard Rentsch: Mozart? Mozart!, Alt-tanec (j. h.), Národní divadlo, choreografie Petr Zuska
- 2012 Václav Janeček, Zdeněk Prokeš: Coctail 012 – The best of, Duše, Krkolomná jízda, Tanec, Code 58.08, Nová scéna, režie Jan Loukota

### Asistent choreografie, výběr
- 2011 Jiří Srnec: Legendy magické Prahy, Nová scéna, režie Jiří Srnec
- 2013 Marie Procházková: Vidím nevidím, Nová scéna, režie Marie Procházková
- 2013 Václav Havel: Antikódy, režie Braňo Mazúch, choreografie Věrka Ondrašíková
- 2014 Petr Kaláb: Human Locomotion, Nová scéna, režie SKUTR (Martin Kukučka a Lukáš Trpišovský)
- 2015 David Drábek, Markéta Bidlasová: Podivuhodné cesty Julese Verna, Nová scéna, režie David Drábek
- 2016 Vladimír Morávek, Petr Oslzlý: Malý princ, Nová scéna, režie Vladimír Morávek
- 2020 SKUTR: Bon Appetit, Laterna magika
- 2021 Štěpán Pechar: Muž z Malty, asistent režie, DEKKADANCERS

### Kostýmy, výběr
- 2004 Nikos Tsaknis: Argonauti, Laterna magika, režie Petr Čepický
- 2006 Hana Litterová, Zuzana Lapčíková: Balady, režie Hana Litterová, Národní divadlo Brno (Pavel Knolle navrhl rovněž scénu)[6]
- 2007 Carl Orff, Petr Šimek, Jiří Horák: Catulli Carmina, Carmina Burana, Severočeské divadlo opery a baletu, režie Petr Šimek, Jiří Horák
- 2011 Jean-Pierre Aviotte: Rendez-vous, Nová scéna, režie Jean-Pierre Aviotte
- 2011 David Stránský, Gabriela Vermelho: Nikdy nekončící příběh, Divadlo F. X. Šaldy Liberec (Pavel Knolle navrhl rovněž scénu)
- 2018 F. Kafka, Dekkadancers: Proměna, Malá scéna Divadla J. K. Tyla Plzeň (Pavel Knolle navrhl rovněž scénu)
- 2014 Marek Svobodník: Game over, Národní divadlo Brno
- 2015 Metafory tance (Pražský komorní balet), Stavovské divadlo
- 2017 Petr Zuska: Sólo pro nás dva, Nová scéna, režie Petr Zuska
- 2017 Dekkadancers, Štěpán Benyovszký: Poslední večeře, Jatka 78, režie Dekkadancers, Štěpán Benyovszký (Pavel Knolle navrhl rovněž scénu)
- 2018 Dekkadancers, Štěpán Benyovszký: Návštěvníci, JATKA78 (Pavel Knolle navrhl rovněž scénu)
- 2018 S. Prokofjev: Romeo a Julie, choreografie Petr Zuska, Teatre Vanemuine, Estonsko
- 2018 Petr Zuska: Klíče odnikud, Jihočeské divadlo
- 2018 Ondřej Vinklát: Slovanský temperament, Dumka, Nová scéna
- 2019 Kytice (Pražský komorní balet)[7]
- 2020 Marek Svobodník: Když nevíte coby, kupte si dva hroby, Pražský komorní balet
- 2020 Petr Zuska: Epitaf, Pražský komorní balet
- 2020 DEKKADANCERS, A.I.
- 2020 Petr Zuska, Štěpán Benyovszký, Rádio svobodná Bystrouška, Jihočeské divadlo
- 2021 Petr Zuska: Swan Lake, Theatre Vanemuine, Tartu
- 2021 Štěpán Pechar: Muž z Malty, DEKKADANCERS (Pavel Knolle navrhl rovněž scénu)
- 2021 Petr Zuska: Sólo pro tři, Moravské divadlo Olomouc
- 2022 Markéta Pimek Habalová: Popelka, Národní divadlo Brno
- 2022 Ondřej Vinklát, Štěpán Pechar, DEKKADANCERS Double shot (Pavel Knolle navrhl rovněž kostýmy a scénu)
- 2023 Petr Zuska: Popelka Jihočeské divadlo
- 2023 Dekkadancers: Stabat Mater
- 2023 Michal Dvořák: Vivadianno
- 2023 Adam Sojka: Deník Přání Jihočeské divadlo (Pavel Knolle navrhl rovněž scénu)

### Scénář, režie – výběr
- 2013 Pavel Knolle, Štěpán Pechar, Ondřej Vinklát, Marek Svobodník: 131ND 56LM 31NS, První site specific projekt Laterny magiky vytvořený přímo pro piazzetu Národního divadla v rámci zahájení sezóny Nové scény
- 2016 Pavel Knolle, David Stránský, Štěpán Pechar: Cube, Nová scéna, režie Pavel Knolle (Pavel Knolle navrhl rovněž kostýmy a scénu)[8]
- 2018 Pavel Knolle, Štěpán Pechar, David Stránský, Lukáš Trpišovský: Zahrada, Nová scéna, režie Pavel Knolle (Pavel Knolle navrhl rovněž kostýmy)[9]

## Ocenění
- 2002 nominace na Cenu Thálie za výkon v duetu Les Bras de Mer v inscenaci Graffiti
- 2002 Cena Tanečního sdružení ČR